# Iddo Goldberg
Iddo Goldberg (Haifa, 5 agosto 1975) è un attore israeliano naturalizzato britannico.

## Biografia
Ha interpretato diversi ruoli in produzioni cinematografiche e televisive, tra cui Ben nella serie televisiva britannica Diario di una squillo per bene dal 2007 al 2011.
Nel giugno 2012 sposa l'attrice Ashley Madekwe, con cui dal 2014 al 2017 recita nella serie televisiva Salem. Nel 2015 compare nella serie Supergirl, nei panni di Red Tornado, ed è tra i protagonisti della miniserie Tut - Il destino di un faraone nel ruolo di Lagus.
Nel 2017 entra a far parte del cast della serie Amazon The Last Tycoon, tratta dall'ultimo romanzo di Francis Scott Fitzgerald Gli ultimi fuochi, impersonando il ruolo del regista Fritz Lang. Il 9 settembre 2017 la serie viene cancellata dopo una sola stagione prodotta. Nel 2020 è nel cast della serie Snowpiercer, distribuita internazionalmente da Netflix.

## Filmografia

### Cinema
- Fast Food, regia di Stewart Sugg (1998)
- L'appartamento spagnolo (L'auberge espagnole), regia di Cédric Klapisch (2002)
- Suzie Gold, regia di Ric Cantor (2004)
- The Defender, regia di Dolph Lundgren (2004)
- A Little Trip to Heaven, regia di Baltasar Kormákur (2005)
- Dead Fish, regia di Charley Stadler (2005)
- Bye Bye Harry!, regia di Robert Young (2006)
- Are You Ready for Love?, regia di Helen Grace (2006)
- Withdrawal, regia di Mark Conn - cortometraggio (2006)
- 2 Young 4 Me - Un fidanzato per mamma (I Could Never Be Your Woman), regia di Amy Heckerling (2007)
- Run Fatboy Run, regia di David Schwimmer (2007)
- Defiance - I giorni del coraggio (Defiance), regia di Edward Zwick (2008)
- Unmade Beds, regia di Alexis Dos Santos (2009)
- Fused, regia di Wayne Marc Godfrey - cortometraggio (2009)
- The Tournament, regia di Scott Mann (2009)
- The Tourist, regia di Florian Henckel von Donnersmarck (2010)
- And While We Were Here, regia di Kat Coiro (2012)
- La signora dello zoo di Varsavia (The Zookeeper's Wife), regia di Niki Caro (2017)
- Anon, regia di Andrew Niccol (2018)
- Driven - Il caso DeLorean (Driven), regia di Nick Hamm (2018)

### Televisione
- Jesus, regia di Roger Young - film TV (1999)
- Holby City – serie TV, episodio 2x13 (2000)
- The Bill – serie TV, episodio 16x42 (2000)
- Attachments – serie TV (2000)
- La rivolta (Uprising), regia di Jon Avnet - film TV (2001)
- Little Britain – serie TV, episodio 2x05 (2004)
- Last Rights – miniserie TV, 3 puntate (2005)
- Nathan Barley – serie TV, episodi 1x01-1x03-1x04 (2005)
- Skins – serie TV, episodio 1x03 (2007)
- The Relief of Belsen, regia di Justin Hardy - film TV (2007)
- Il coraggio di Irena Sendler (The Courageous Heart of Irena Sendler), regia di John Kent Harrison - film TV (2009)
- Christopher and His Kind, regia di Geoffrey Sax - film TV (2010)
- Diario di una squillo perbene (Secret Diary of a Call Girl) – serie TV, 31 episodi (2007-2011)
- Peaky Blinders - serie TV, 6 episodi (2013)
- Mob City - serie TV, 5 episodi (2013)
- Salem – serie TV, 36 episodi (2014-2017)
- Tut - Il destino di un faraone (Tut) - miniserie TV, 3 puntate (2015)
- Supergirl - serie TV, episodio 1x06 (2015)
- L'ultimo tycoon (The Last Tycoon) - serie TV, 5 episodi (2017)
- Genius – serie TV, episodi 2x05-2x06 (2018)
- Westworld - Dove tutto è concesso (Westworld) – serie TV, 3 episodi (2020)
- Snowpiercer – serie TV (2020-2024)

### Video musicali
- Secretly degli Skunk Anansie (1999)
- Under the Thumb di Amy Studt (2003)
- Magnets dei Disclosure featuring Lorde (2015)

## Doppiatori italiani
Nelle versioni in italiano delle opere in cui ha recitato, Iddo Goldberg è stato doppiato da:
- Francesco Pezzulli in Defiance - I giorni del coraggio
- Marco Vivio in The Mentalist
- Daniel Spizzichino in Anon
- Stefano Crescentini in Diario di una squillo perbene
- Alessandro Messina in NCIS - Unità anticrimine
- Alessio Cigliano in Peaky Blinders
- Christian Iansante in Tut - Il destino di un faraone
- Paolo Vivio in Salem
- Simone D'Andrea ne La signora dello zoo di Varsavia
- Emiliano Coltorti ne L'ultimo tycoon
- Emilio Mauro Barchiesi in Westworld - Dove tutto è concesso
- Francesco Venditti in Snowpiercer
- Lorenzo Scattorin in Ghosts of Beirut